# Ulica Koszykowa w Warszawie

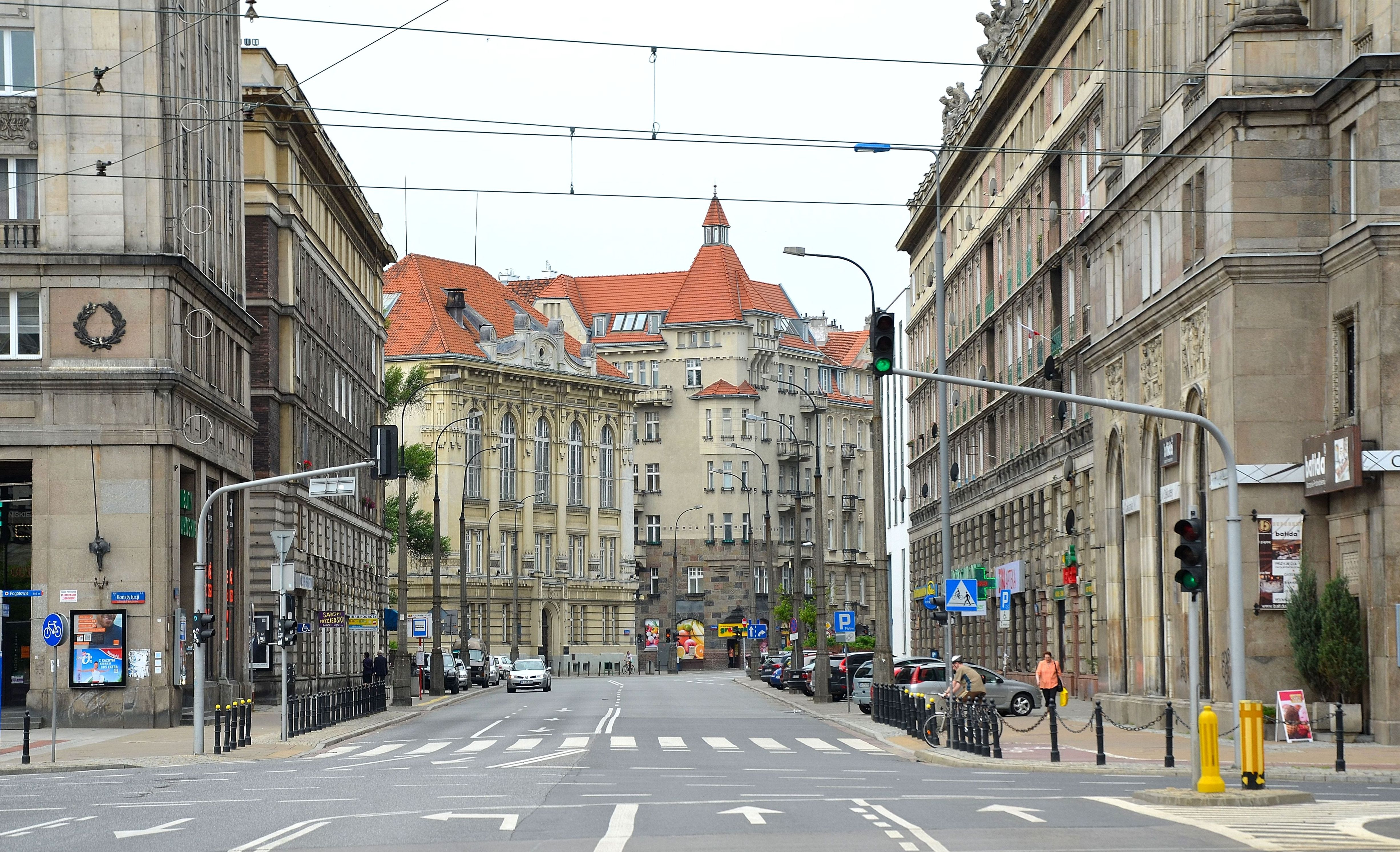
Ulica Koszykowa przy placu Konstytucji

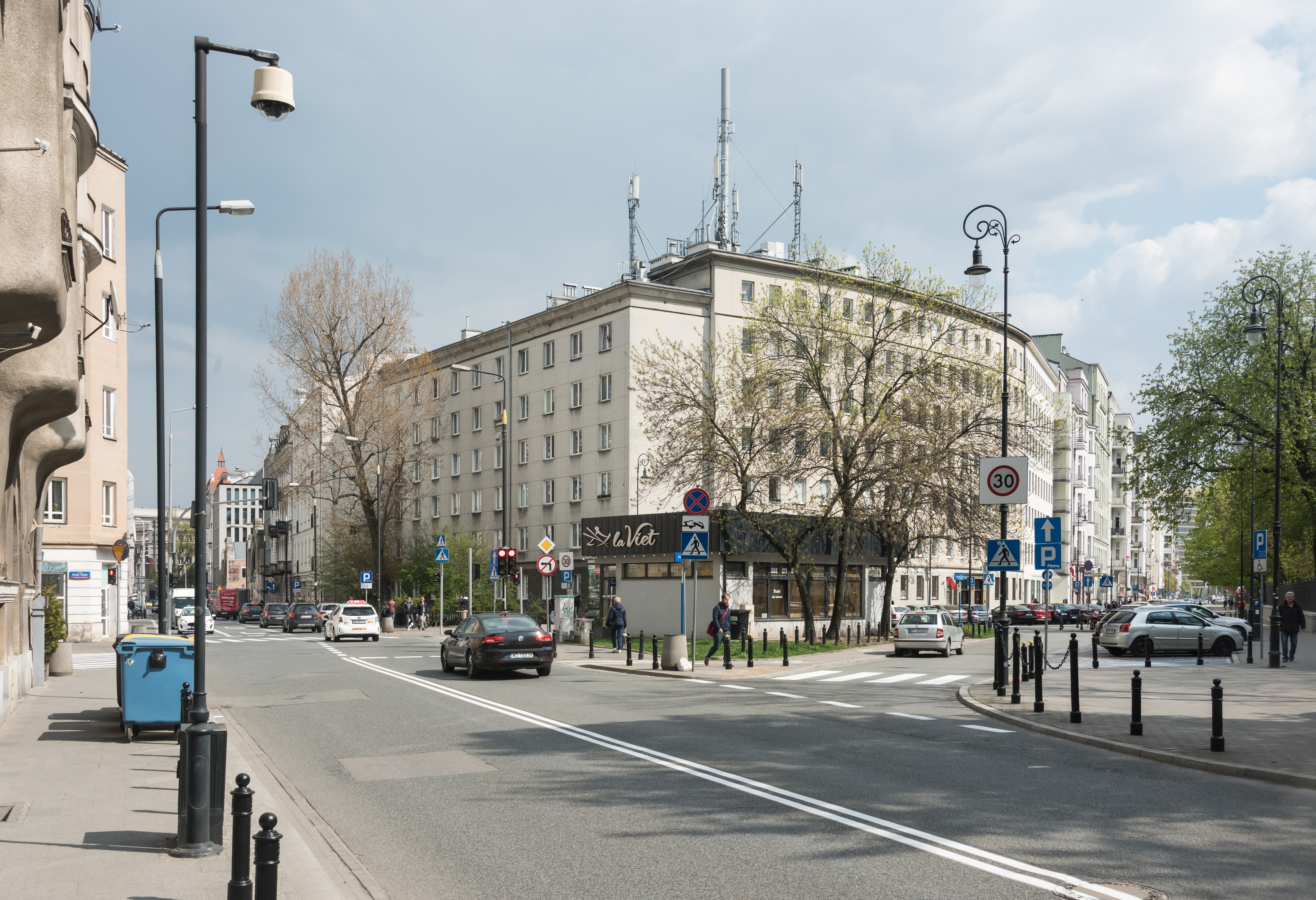
Ulica Koszykowa przy ul. Noakowskiego

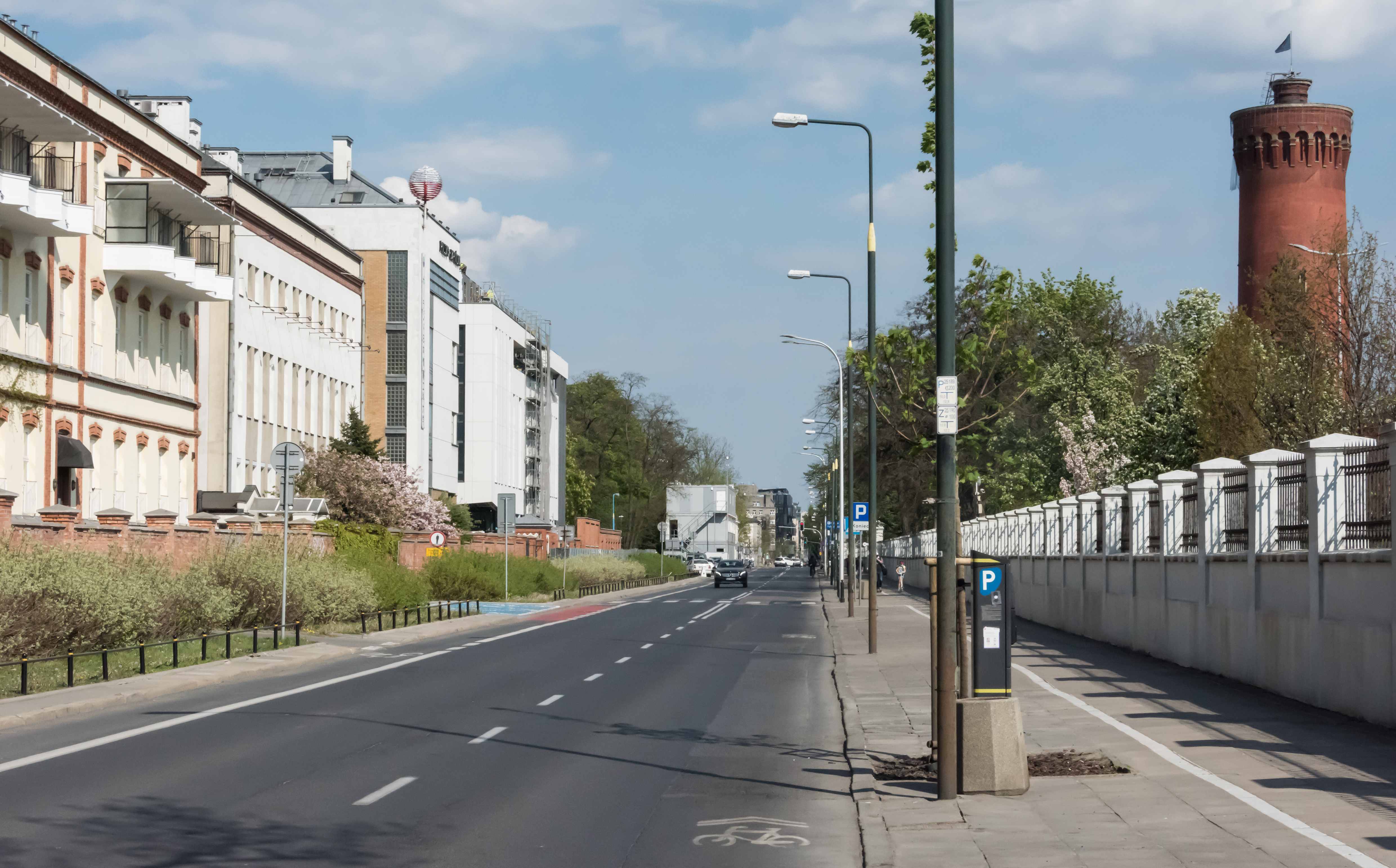
Ulica na wysokości Zespołu Stacji Filtrów (po prawej), widok w kierunku wschodnim

Ulica Koszykowa – ulica w dzielnicy Śródmieście w Warszawie.

## Przebieg
Ulica biegnie od placu Na Rozdrożu w kierunku zachodnim do zbiegu z ulicą Raszyńską. Po drodze spotyka i krzyżuje się z następującymi ulicami i placami:
- na placu Na Rozdrożu z Alejami Ujazdowskimi;
- Świętej Teresy;
- Służewską;
- Aleją Przyjaciół;
- Aleją Róż i Natolińską;
- Mokotowską;
- na placu Konstytucji z ulicą Marszałkowską;
- Lwowską;
- Emilii Plater i Noakowskiego;
- Wierzbickiego i Wilczą;
- Chałubińskiego i Aleją Niepodległości;
- Krzywickiego;
- Lindleya, Oczki i Żelazną przy Skwerze Alfonsa Grotowskiego;
- Nowogrodzką;
- Raszyńską.

Na odcinku na wschód od placu Konstytucji ulica jest jednokierunkowa; od placu do ulicy Mokotowskiej ruch jest możliwy w kierunku wschodnim, natomiast od tej ulicy do placu Na Rozdrożu – zachodnim.

## Historia
Początki ulicy Koszykowej wiążą się z powstaniem założenia urbanistycznego związanego z osią stanisławowską; polny trakt został wtedy awansowany do rangi jednej z ulic odchodzących promieniście od nowo powstałego placu Na Rozdrożu, a następnie kontynuującej swój bieg równolegle do głównego elementu osi, ulicy Nowowiejskiej. Ulica o nazwie Koszyki stanowiła odcinek drogi na terenie posiadłości i pałacu Koszyki, od której wzięła nazwę. Na tym odcinku biegła przy wale do ok. 1825, kiedy to został on przesunięty do ul. Nowowiejskiej. W 1770 bieg ulicy od ul. Polnej wyznaczył wał Lubomirskiego'. Na tym odcinku biegła przy wale do ok. 1825, kiedy to został on przesunięty do ul. Nowowiejskiej.
Nazwę Koszyki na Koszykową zmieniono ok. 1885.
W okresie okupacji niemieckiej ulicy nadano niemiecką nazwę Lückstrasse.
Po II wojnie światowej, wraz z wytyczaniem placu Konstytucji ulica Koszykowa została załamana dla dopasowania do układu urbanistycznego placu. Ulicę w jej części na zachód od placu włączono w ciąg ulicy Pięknej, natomiast fragment wschodni łączy się z placem poprzez arkadową bramę w zabudowaniach, analogiczną do bramy ulicy J. i J. Śniadeckich.

## Ważniejsze obiekty
- Osiedle Latawiec
- Cele Bezpieki (Al. Ujazdowskie 11)
- Ośrodek Studiów Wschodnich (nr 6a)
- Regionalna Izba Obrachunkowa w Warszawie (nr 6a)
- Urząd do spraw Cudzoziemców (nr 16)
- Ambasada Republiki Czeskiej (nr 18)
- Fundacja Świętego Mikołaja (nr 24)
- Biblioteka Publiczna m.st. Warszawy (nr 26/28)
- Dekoracja rzeźbiarska – alegoria Muzyki, Sztuk Pięknych i Teatru (nr 34/50)[5]
- Kamienica Gustawa Wojciechowskiego
- Biurowiec Koszykowa 54
- Biurowiec Norway House
- Gmach Wydziału Architektury Politechniki Warszawskiej (d. Zespół V Gimnazjum Męskiego) (nr 55)
- Kamienica Wincentego Colonny-Walewskiego (nr 62)
- Hala Koszyki (nr 63)
- Kamienica Próchnickich (nr 70)
- Wydział Matematyki i Nauk Informacyjnych Politechniki Warszawskiej (nr 75)
- Wydział Transportu Politechniki Warszawskiej (nr 75)
- Kampus Politechniki Warszawskiej
- Budynek Warszawskiej Szkoły Pielęgniarstwa z lat 1928–1929, obecnie mieszczący „CePeLek” – Centralną Wojskową Przychodnię Lekarską (nr 78, róg ul. Chałubińskiego)
- Dawny budynek Kuchni Towarzystwa Bratniej Pomocy Studentów Politechniki Warszawskiej (nr 80)
- Dom oficerski Funduszu Kwaterunku Wojskowego w stylu funkcjonalnym z 1931 projektu Romualda Gutta, Józefa Jankowskiego – Koszykowa 79a/róg al. Niepodległości
- Pawilon koszar Jerozolimskich, później Wojskowy Sąd Rejonowy oraz wojskowa komenda uzupełnień (nr 82)
- Klinika Dermatologiczna (nr 82a)
- Szpital Kliniczny Dzieciątka Jezus
- Pawilon koszar rosyjskiej 3. Brygady Artylerii Lejbgwardii, obecnie siedziba Szkoły Biznesu Politechniki Warszawskiej (nr 79)
- Zespół Stacji Filtrów (nr 81)
- Polsko-Japońska Akademia Technik Komputerowych (nr 86)
- Budynek dawnego Domu Podrzutków